# Cadmilo
Cadmilo  (in greco antico: Κᾰδμῖλος?, Kadmîlos) è un personaggio della mitologia greca.

## Genealogia
Figlio di Efesto e di Cabeiro, fu padre dei Cabiri e delle Cabiridi (quando non è considerato lui stesso uno dei Cabiri).

## Mitologia
Poiché i nomi Kadmîlos e Kádmos sono entrambi derivati dalla parola greca kadmos (scudo rotondo), Cadmilo è stato anche identificato con Cadmo il fondatore e primo re di Tebe.
Cadmilo è a volte anche considerato uno dei Cabridi ed è collegato ai misteri di Samotracia.